# Folklore (álbum de Nelly Furtado)
Folklore es el segundo álbum de estudio de la cantante luso-canadiense Nelly Furtado, lanzado el 25 de noviembre de 2003, por DreamWorks Records. El álbum no tuvo el mismo impacto que el anterior. De Folklore fueron lanzado cinco sencillos, "Powerless (Say What You Want)", "Try", "Força", "Explode" y The Grass Is Green". En total el mundo ha vendido 2 millones de copias.

## Producción y lanzamiento
El título del álbum fue influido por la inmigración de los padres de Furtado hacia Canadá. "Cuando miro mis viejos álbumes de fotos, veo imágenes de la nueva casa, del nuevo auto y de las primeras experiencias, bastantes al estilo norteamericano, tales como ir al Kmart. Cuando tienes esto en la sangre, esto se convierte en tu propio folklore".
Se incluye los sencillos internacionales Powerless (Say What You Want), Try, y Força (que significa "fuerza" en portugués), el himno oficial de la Eurocopa de 2004. La mayoría de las canciones son melancólicas y con raíces portuguesas, lo que las hizo no muy factibles para la radio.
Otros sencillos fueron lanzados en otros territorios: Explode en Canadá y Europa, y The Grass Is Green en Alemania y Brasil.
El disco debutó en la posición 18 en las listas de álbumes canadienses vendiendo 10,400 copias. y en Estados Unidos en el 38, vendiendo 68,000 copias en su primera semana. Según Nielsen Soundscan, en enero de 2007, fueron vendidas 416,000 copias de Folklore en Estados Unidos
La gira de promoción de Folklore fue llamada "Come as You Are Tour". Comenzó en enero del 2004 con un concierto en Londres y finalizó en Victoria (Canadá) en julio del mismo año.
Whoa, Nelly! fue su primer disco, más exitoso, pero Folklore es considerado el mejor en la carrera de Furtado, debido a lo alternativo que es. Además, no tuvo la debida promoción porque DreamWorks Records fue vendido a Universal Music Group cuando lanzaron Folklore y solo estuvo 11 semanas en el Billboard 200. En el 2005, cuando DreamWorks desapareció, varios de sus artistas fueron absorbidos a Geffen Records, incluyendo a Nelly.

## Lista de canciones
1. "One-Trick Pony" (Gerald Eaton, Nelly Furtado, Brian West) – 4:47
2. "Powerless (Say What You Want)" (Anne Dudley, Eaton, Furtado, Trevor Horn, Malcolm McLaren, West) – 3:52
3. "Explode" (Eaton, Furtado) – 3:44
4. "Try" (Furtado, West) – 4:38
5. "Fresh Off The Boat" (Eaton, Furtado, West) – 3:16
6. "Forca" (Eaton, Furtado, West) – 3:40
7. "The Grass Is Green" (Mike Elizondo, Furtado) – 3:50
8. "Picture Perfect" (Eaton, Furtado, West) – 5:16
9. "Saturdays" (Furtado) – 2:04
10. "Build You Up" (Eaton, Furtado, West) – 4:58
11. "Island of Wonder" con Caetano Veloso (S. Diaz, Furtado, J. Gahunia) – 3:49
12. "Childhood Dreams" (Eaton, Furtado, West) – 6:33

Canciones adicionales en Reino Unido:

13. "Try" (Versión acústica)

14. CD-ROM Video Footage

Canciones adicionales en Japón:

13. "Powerless (Say what you want) (Alternative Acoustic Mix)"

14. "Try (Versión acústica)"

Relanzamiento Latinoamericano:

13. "Powerless (Say What You Want)" con Juanes

### Edición Limitada CD/DVD
CD 1: DVD
1. "I'm Like A Bird [Video]"
2. "Turn Off The Light [Video]"
3. "...On The Radio (Remember The Days) [Video]"
4. Making of "Folklore"

CD 2: CD
1. "Fresh Off The Boat" [Medley]
2. "Powerless (Say What You Want" [Medley]
3. "Explode" [Medley]
4. "Try" [Medley]
5. Nelly Furtado habla acerca de "Folklore"

## Posiciones
| \| País (2003/2004) \| Posición \| \| ------------------------------------- \| -------- \| \| Austria (Ö3 Austria Top 40)[5] \| 10 \| \| Australia (ARIA)[6] \| 82 \| \| Canadá (Canadian Albums Billboard)[7] \| 18 \| \| Francia Top 150 (SNEP)[8] \| 122 \| \| Alemania (Offizielle Top 100)[9] \| 4 \| \| Italia Top 75[7] \| 35 \| \| México[10] \| 8 \| \| Países Bajos \| 7 \| \| Suiza[11] \| 13 \| \| Estados Unidos (Billboard 200)[12] \| 38 \| \| Reino Unido (UK Albums Chart)[7] \| 11 \| |          |
| País (2003/2004) | Posición |
| Austria (Ö3 Austria Top 40) | 10       |
| Australia (ARIA) | 82       |
| Canadá (Canadian Albums Billboard) | 18       |
| Francia Top 150 (SNEP) | 122      |
| Alemania (Offizielle Top 100) | 4        |
| Italia Top 75 | 35       |
| México | 8        |
| Países Bajos | 7        |
| Suiza | 13       |
| Estados Unidos (Billboard 200) | 38       |
| Reino Unido (UK Albums Chart) | 11       |

## Ventas y certificaciones
| País              | Certificación | Ventas    |
| ----------------- | ------------- | --------- |
| Canadá (CRIA)     | Platino       | 100,000   |
| Holanda           | Oro           | 35,000    |
| Francia (SNEP)    | -             | 12,000    |
| Alemania (IFPI)   | Platino       | 200,000   |
| Suiza (IFPI)      | Platino       | 30,000    |
| Reino Unido (BPI) | Gold          | 100,000   |
| E.U. (RIAA)       | Oro           | 500,000   |
| Mundo             | 2x Platino    | 5,000,000 |

## Premios
Premios que recibió por Folklore y sun sencillos.